# Reno-Nord
I/S Reno-Nord er et nordjysk affaldshåndteringsselskab med hovedsæde i Aalborg. Virksomheden blev stiftet i 1977. Virksomheden er i dag et interessentskab mellem Aalborg Kommune, Jammerbugt Kommune, Brønderslev Kommune, Mariagerfjord Kommune og Rebild Kommune.
I/S Reno-Nord havde i regnskabsåret 2010 en omsætning på 150,232 mio. kr. og et nettoresultat på -16,043 mio. kr. Det gennemsnitlige antal medarbejdere var ca. 50 (2010).
I/S Reno-Nord driver affaldsforbrænding med tilhørende el- og varmeproduktion. 
På Nordværk i industrikvarter Aalborg Øst skal en varmepumpe sænke røgens temperatur fra 70 til 30 grader og give mere fjernvarme svarende til 3000 boliger.
Virksomheden driver kontrollerede lossepladser med affaldssortering, affaldsgenbrug og affaldsdeponering.